# Мамченко Антоніна Іванівна
Антоні́на Іва́нівна Ма́мченко (нар. 1 квітня 1947, Берлін, Німеччина) — українська бандуристка. Народна артистка України (1995).

## Життєпис
Народилась 1947 року в Берліні.
1968 — закінчила Київське музичне училище ім. Р. Глієра (викладач А. Ф. Омельченко).
1973 — закінчила Харківський інститут культури.
З 1973 — у складі тріо бандуристок Національної радіокомпанії України, м. Київ (разом з Світланою Петровою і Аллою Шутько). Своє мистецтво тріо бандуристок демонструвало більше, ніж у п'ятдесяти країнах світу, здійснило понад 500 фондових записів.
1978 року тріо бандуристок стало лауреатом XI Всесвітнього фестивалю молоді та студентів у Гавані (Куба), у 1979 — лауреатом Міжнародного фестивалю молодих виконавців і співаків у Софії (Болгарія).
1979 — Антоніна Іванівна отримала звання Заслуженої артистки УРСР.
1995 року їй присвоєне звання Народної артистки України.
Працює професором кафедри "Інструментальне виконавство" Академії мистецтв імені Павла Чубинського.

## Праці
- Мамченко Антоніна Іванівна. Педагогічний репертуар для вокальних ансамблів (у супроводі фортепіано, бандури): навч. посіб. для студентів вищ. навч. закл. Міністерство освіти і науки України, Київський університ ім. Бориса Грінченка. — К., 2015. — 155 с. — ISBN 978-617-658-007-2